# Moïse de Crète
Moïse de Crète est un prétendant juif à la messianité et un prophète apocalyptique au Ve siècle.

## Contexte historique
Après l'échec de la révolte de Bar Kokhba au IIe siècle, les mouvements messianiques cessent pendant plusieurs siècles. Cependant, l'espoir d'un messie subsistait. Selon une interprétation du Talmud, le Messie était attendu en 440 (Sanh. 97b) ou 471 ('Ab. Zarah 9b).
Cette attente, liée aux troubles qui accompagnent l'effondrement de l'Empire romain, permet à un prétendu-messie de rallier les Juifs de Crète au Ve siècle. Il se fait appeler Moïse et promet de guider le peuple à pied sec à travers la mer, jusqu'à l'ancienne Terre Sainte d'Israël et de Judée. Ses disciples, convaincus de sa prophétie, abandonnent tous leurs biens et attendent le jour promis. Ils suivent Moïse jusqu'à un promontoire dominant la mer et, sur son ordre, s'avancent dans la mer. La plupart d'entre eux périssent.
Moïse lui-même disparaît alors, et selon Socrate le Scolastique, certains ont pensé qu'il était en fait un démon, tandis que la Chronique de Jean de Nikiou rapporte qu'il a péri dans la mer. Selon d'autres, les Juifs survivants furieux d'avoir été abusés l'auraient rattrapé et tué. « Le mystère reste entier ».